# 诺埃德
诺埃德（法語：Nohèdes，法語發音：[nɔɛd] ⓘ）是法国东比利牛斯省的一个市镇，属于普拉德区。

## 地理
诺埃德（42°37'23"N, 2°17'20"E）面积30.91 平方千米，位于法国奧克西塔尼大區东比利牛斯省，该省份为法国大陆部分最南部的省份，涵盖了北加泰罗尼亚，北起奥德省，西接阿列日省和安道尔，南与西班牙接壤，东临地中海。
与诺埃德接壤的市镇（或旧市镇、城区）包括：莫塞特、于尔巴尼亚、科纳、塞尔迪尼亚、瑞若尔斯、奥莱特、桑萨。
诺埃德的时区为UTC+01:00、UTC+02:00（夏令时）。

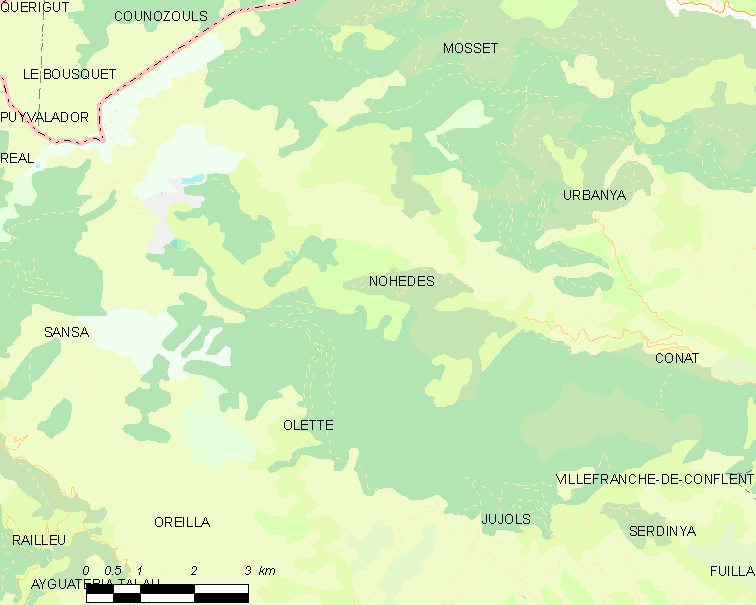
诺埃德的OSM定位图

## 行政
诺埃德的邮政编码为66500，INSEE市镇编码为66122。

## 政治
诺埃德所属的省级选区为加泰罗尼亚比利牛斯县。

## 人口

1962-2008年间诺埃德人口变化图示

诺埃德于2022年1月1日时的人口数量为60人。